# گورستان نورآباد ۱
قبرستان نورآباد ۱ مربوط به سده‌های متاخر دوران‌های تاریخی پس از اسلام است و در شهرستان سرباز، بخش پیشین، دهستان پیشین، ۵۰۰ متری جنوب غرب روستای نورآباد واقع شده و این اثر در تاریخ ۲۷ اسفند ۱۳۸۷ با شمارهٔ ثبت ۲۶۵۲۸ به‌عنوان یکی از آثار ملی ایران به ثبت رسیده است.